# Hatcher Hughes
Hatcher Hughes (* 12. Februar 1881 in Polkville, North Carolina; † 19. Oktober 1945 in New York City) war ein US-amerikanischer Theaterregisseur und Dramatiker, der für sein Theaterstück Hell-Bent Fer Heaven 1924 mit dem Pulitzer-Preis für Theater ausgezeichnet wurde.

## Leben
Hughes absolvierte nach dem Schulbesuch ein Studium im Fach Anglistik an der University of North Carolina at Chapel Hill und erwarb dort zunächst 1907 einen Bachelor of Arts (B.A. English), ehe er das Studium 1909 mit einem Master of Arts (M.A. English) abschloss.
Er war zeitweise als Theaterregisseur tätig und verfasste mit A Marriage Made in Heaven (1918) sowie zusammen mit Elmer Rice mit Wake Up, Jonathan! (1921) seine erste Komödien. Seinen größten Erfolg hatte er 1924 mit seinem Theaterstück Hell-Bent Fer Heaven für das er mit dem Pulitzer-Preis für Theater ausgezeichnet wurde und das mit Clara Blandick und George Abbott in der Hauptrolle uraufgeführt wurde. 1926 folgte eine Verfilmung seines Stücks durch James Stuart Blackton mit Patsy Ruth Miller und John Harron in den Hauptrollen.
Nach diesen Stücken schrieb er noch die Theaterstücke Ruint, a folk comedy in four acts (1925), It’s A Grant Life (1930) sowie The Lord Blesses The Bishop (1931), die allerdings nicht an den Erfolg von Hell-Bent for Heaven anschließen konnten. Hughes war darüber hinaus als Professor an der Columbia University tätig.
1924 wurde er in die American Academy of Arts and Letters gewählt.